# Kanton Borgo
Borgo is een kanton van het Franse departement Haute-Corse. Het kanton maakt deel uit van het arrondissement Bastia.

## Gemeenten
Het kanton Borgo omvatte tot 2014 de volgende gemeenten:
- Biguglia
- Borgo (hoofdplaats)
- Lucciana
- Vignale

Bij de herindeling van de kantons door het decreet van 26 februari 2014, met uitwerking op 22 maart 2015, werd de gemeente Biguglia overgeheveld naar het nieuwe kanton Biguglia-Nebbio.